# Frea circumscripta
Frea circumscripta är en skalbaggsart som beskrevs av Hintz 1910. Frea circumscripta ingår i släktet Frea och familjen långhorningar. Inga underarter finns listade i Catalogue of Life.